# Ibón Cormenzana
Ibón Cormenzana (* 15. Mai 1972) ist ein spanischer Filmproduzent, Drehbuchautor und Filmregisseur.

## Karriere
Cormenzana stammt aus Spanien und begann 1998 seine Filmkarriere mit dem Kurzfilm Negra Rosa, bei dem er Regie, Buch und Produktion übernahm. Hierauf folgten 1999 mit 8, 9 y 10 und Silencios zwei weitere Kurzfilme. Bei seinem ersten Langfilm Jaizkibel über das gleichnamige Bergmassiv im Baskenland übernahm er 2001 erneut alle Funktionen. Bei weiteren Langfilmen war er jeweils als unterstützender Produzent beteiligt. Volle Verantwortung übernahm er erneut ab Los Totenwackers von 2007. Sein erster großer Erfolg war der Western Blackthorn von Regisseur Mateo Gil, der 2012 für einen Goya als Bester Film nominiert wurde. Nur ein Jahr später erhielt er für Stummfilm Blancanieves den Goya als Bester Film. Hierbei arbeitete er erstmals mit Regisseur Pablo Berger zusammen, der bei dem preisgekrönten Film Regie und Buch übernommen hatte. In den folgenden Jahren produzierte er viele weitere Filme. 
Mit dem Dokumentarfilm Kilian Jornet: Path to Everest über den spanischen Extrembergsteiger Kílian Jornet Burgada erregte er erneut Aufmerksamkeit. Im Jahr 2019 produzierte er das Drama Madre über eine Mutter, die vermeintlich ihren verlorenen Sohn wiederfindet. Dann entstand 2021 der Spielfilm Mediterráneo, für den er für den Premis Gaudí und erneut für einen Goya nominiert wurde. Im Jahr 2022 produzierte er ein weiteres Mal mit Regisseur Rodrigo Sorogoyen und zwar den Thriller Wie wilde Tiere, für den sie den Goya als Besten Film gewannen. Im selben Jahr veröffentlichte er das Filmdrama Beyond the Summit – Am Gipfel des Annapurna, bei dem ein Amateurbergsteiger vergeblich versucht, den Achttausender Annapurna zu besteigen. Gegenüber Variety gab Cormenzana an, dass der Film als Hommage an alle Alpinisten gedacht sei. Für den Dreh habe er den Bergsteiger Jordi Tosas um Hilfe gebeten, um die Gefahren im Film möglichst realistisch darzustellen. Aufgrund der COVID-19-Pandemie konnte der Film weder im Himalaya noch in den Alpen gedreht werden, weshalb Cormenzana auf die Spanischen Pyrenäen auswich. Der Film wurde für seine schwache Charakterzeichnung kritisiert, aber für seine schönen Naturaufnahmen gelobt.
Sein bisher größter Erfolg gelang Cormenzana mit der Produktion des Animationsfilms Robot Dreams, bei dem erneut Pablo Berger Regie führte. Der Film erhielt einen Goya als Bester Film und wurde bei den Oscars 2024 für den Besten Animationsfilm nominiert. Für 2025 wurde er für den Premis Gaudí für Los pequeños amores nominiert. 

## Filmografie (Auswahl)

### Filmproduzent
- 1998: Negra rosa (Kurzfilm)
- 1999: 8, 9 y 10 (Kurzfilm)
- 1999: Silencios (Kurzfilm)
- 2001: Jaizkibel
- 2007: Los Totenwackers
- 2007: Quiéreme
- 2011: Blackthorn
- 2011: ¿Estás ahí?
- 2012: Blancanieves
- 2013: Der Abenteurer – Der Fluch des Midas
- 2014: La distancia
- 2014: Aloft
- 2014: Todo parecía perfecto
- 2015: Oliver’s Deal
- 2015: El hombre que empezó a correr
- 2015: Alone
- 2016: Rumbos
- 2016: Quatretondeta
- 2016: Realive
- 2016: Ozzy
- 2017: Abracadabra
- 2018: Kilian Jornet: Path to Everest
- 2018: Viaje al cuarto de una madre
- 2018: Der Baum des Blutes
- 2019: Madre
- 2020: La maldicíon del guapo
- 2020: All the Moons
- 2021: Mediterráneo
- 2022: Beyond the Summit – Am Gipfel des Annapurna
- 2022: Culpa
- 2022: Wie wilde Tiere
- 2022: Un novio para mi mujer
- 2023: Robot Dreams
- 2023: Körper in Flammen (Miniserie)
- 2024: Los pequeños amores
- 2024: Hate Songs
- 2024: El bus de la vida
- 2024: ¿Es el enemigo? La película de Gila
- 2024: Desmontando un elefante

### Drehbuchautor und Regisseur
- 1998: Negra rosa (Kurzfilm)
- 1999: 8, 9 y 10 (Kurzfilm)
- 1999: Silencios (Kurzfilm)
- 2001: Jaizkibel
- 2007: Los Totenwackers
- 2010: 14 Days with Victor
- 2018: Alegría, tristeza
- 2022: Beyond the Summit – Am Gipfel des Annapurna
- 2022: Culpa
- 2024: El bus de la vida

## Auszeichnungen (Auswahl)
- 2012: Goya-Nominierung in der Kategorie Bester Film für Blackthorn
- 2013: Goya in der Kategorie Bester Film für Blancanieves
- 2013: Europäischer-Filmpreis-Nominierung in der Kategorie Bester Europäischer Film für Blancanieves
- 2022: Goya-Nominierung in der Kategorie Bester Film für Mediterráneo
- 2022: CinEuphoria Award in der Kategorie Bester Iberischer Film für Mediterráneo
- 2022: Premis-Gaudí-Nominierung in der Kategorie Bester Nicht-Katalanischer Film für Mediterráneo
- 2023: Feroz Award in der Kategorie Bestes Drama für Wie wilde Tiere
- 2023: Goya in der Kategorie Bester Film für Wie wilde Tiere
- 2024: Feroz Award in der Kategorie Beste Komödie für Robot Dreams
- 2024: Premis Gaudí in der Kategorie Bester Film für Robot Dreams
- 2024: Goya in der Kategorie Bester Film für Robot Dreams
- 2024: Oscar-Nominierung in der Kategorie Bester Animationsfilm für Robot Dreams
- 2025: Premis-Gaudí-Nominierung in der Kategorie Bester Nicht-Katalanischer Film für Los pequeños amores